# Ormanäs och Stanstorp
Ormanäs och Stanstorp è un'area urbana della Svezia situata nel comune di Höör, contea di Scania.
La popolazione rilevata nel censimento 2010 era di 438 abitanti.